# César Doy
César Doy Tello (Lima, 7 de octubre de 1979) es un exfutbolista peruano. Jugaba de defensa y su último equipo fue Unión Huaral de la Segunda División del Perú. Tiene 45 años. Es hermano del futbolista Danfer Doy.

## Clubes
| Club                 | País | Año       |
| -------------------- | ---- | --------- |
| Telefunken 20        | Perú | 1998-1999 |
| Deportivo AELU       | Perú | 2000-2001 |
| Deportivo Wanka      | Perú | 2002      |
| Coronel Bolognesi FC | Perú | 2003-2004 |
| FBC Melgar           | Perú | 2005      |
| Sport Boys           | Perú | 2006      |
| Unión Huaral         | Perú | 2006      |
| Alianza Atlético     | Perú | 2007-2008 |
| Sport Huancayo       | Perú | 2009-2011 |
| FBC Melgar           | Perú | 2012      |
| Sportivo Huracán     | Perú | 2013      |
| José Gálvez FBC      | Perú | 2013-2014 |
| Atlético Minero      | Perú | 2015      |
| Unión Huaral         | Perú | 2016      |